# خال‌خالی گورخری
خال‌خالی گورخری (نام علمی: Graphium megarus) گونه‌ای پروانه است که در سرده نگاربالان قرار دارد. این گونه در جنوب آسیا یافت می‌شود. با وجود این که این گونه در تهدید انقراض نیست ولی قوانین هند بر حفاظت از این گونه تاکید کرده است.